# Cathédrale de Forlì
La cathédrale de Forlì (Duomo di Forli ou  Cattedrale della Santa Croce en italien) est le dôme de la ville de Forlì, dans la province de Forlì-Cesena et est situé dans le centre historique à la jonction entre la piazza del Duomo et la piazza Ordelaffi.

## Histoire
La cathédrale, communément appelée Duomo (Dôme) par les habitants de Forlì, a été commencée au XIIe siècle. Au XVe siècle elle a été profondément remaniée et en 1619 les travaux pour la construction de la chapelle de la Madonna del fuoco (Vierge du feu) ont commencé.
L'aspect actuel néoclassique est le fruit de grands travaux effectués lors de la destruction de l'église d'origine de style romano-gothique. L'architecte Giulio Zambianchi compléta l'édifice en 1841. De l'édifice précédent il ne reste que la Cappella del Santissimo Sacramento à droite dans la nef, et la Cappella della Madonna del Fuoco à gauche dans la nef réalisée entre 1614 et 1636, coiffée par une coupole octogonale décorée à fresque par  Felice Cignani qui a représenté une Assomption.

## Extérieur
Sur la façade on remarque six grandes colonnes bâties en 1841. En 1944 les Allemands, en se retirant ont fait sauter le campanile qui a été refait plus bas en 1970.

## Intérieur
L'intérieur est formé par trois nefs divisées par des colonnes en trois chapelles par côté et un grand presbytère. 
Sous l'arc de la coupole, sur le pavement de droite se trouve la tombe du peintre Carlo Cignani.
On peut admirer aussi de nombreuses fresques et toiles intéressantes comme l'œuvre du peintre de Forlì Pompeo Randi L'Invention et la reconnaissance de la Croix ou celle de Tagliaferri Saint Jacques et saint Dominique adorant la Sainte Famille.  
Les deux orgues du XVIIIe siècle sont du Vénitien Gaetano Callido.

### Chapelle de laVierge blessée
Bâtie selon la volonté de Caterina Sforza, il comporte trois autels avec des fresques.

### Chapelle de la vierge du feu
Dans le porche d'entrée est une fresque nommée Le Miracle de la Vierge du feu.

### Chapelle du baptistère
Il conserve un baptistère hexagonal en pierre datant de 1504, œuvre de Tommaso Fiamberti et de son collaborateur Giovanni Ricci.

### Œuvres
- L'invention et la reconnaissance de la Croix de Pompeo Randi,
- Saint Giacomo et Saint Dominique adorant la Sainte Famille de Tagliaferri,
- Le miracle de la vierge du feu (fresque),
- Xylographie Madonna del Fuoco,

## Sources
- Voir liens externes